# Héctor Mario López Fuentes
Héctor Mario López Fuentes, né le 7 mai 1930 et mort le 18 octobre 2015 à Guatemala, est un général guatémaltèque.
En juin 2011, il est arrêté et accusé de génocide pour sa responsabilité présumée dans le massacre de plus de 300 civils ixils en 1982-1983, alors qu'il était chef d'état-major sous la présidence d'Efrain Rios Montt,.
Incarcéré à la caserne Mariscal Zavala, il est transféré quelques jours plus tard au Centre médical militaire de Guatemala, souffrant d'un cancer. Il y meurt quatre ans plus tard sans avoir été jugé.